# (254) Augusta
(254) Augusta – planetoida z grupy pasa głównego asteroid okrążająca Słońce w ciągu 3 lat i 93 dni w średniej odległości 2,2 j.a. Została odkryta 31 marca 1886 roku w Obserwatorium Uniwersyteckim w Wiedniu przez Johanna Palisę. Nazwa planetoidy pochodzi od imienia wdowy po Karlu Ludwigu von Littrow, który w 1842 roku zastąpił swego ojca na stanowisku dyrektora wiedeńskiego obserwatorium.